# 世 (地质学)
| 编·历地质年代学和地层学单位 |                     |                                     |
| 年代地层學 岩段（地层） | 地质年代學 時間間隔 | 说明                                |
| 宇 | 宙                  | 共有4个，大於5亿年                  |
| 界 | 代                  | 共有14个，數亿年                    |
| 系 | 纪                  | 共有22個，數千萬至數億年            |
| 统 | 世                  | 共有34個，數千万年                  |
| 阶 | 期                  | 共有99個，数百万年                  |
| 带 | 时                  | 小于期，国际地层委员会（ICS）不使用 |
| 规范用法：恐龙生活在侏罗纪（时间），恐龙化石在侏罗系地层中找到。上、下修饰年代地层单位。早、晚修饰地质年代单位。（例:下白垩统对应早白垩世） |                     |                                     |

世（epoch）是指地質學和考古學的一個時間單位。
最初由查爾斯·萊爾在他的《地質學原理》一書中，首先使用「世」的附加時間單元來表示恐龍時代（中生代）以後的時期。其中由遠而近有漸新世（Oligocene「有一點近」）、中新世（Miocene「頗近」）、上新世（Pliocene「較近」）、更新世（Pleistocene「最近」）等。萊爾原本想用「-synchronous」作為這幾個字的字尾，卻遭當時具有影響力的威廉·惠威爾牧師基於字根學上的理由反對，建議改用「-eous」當字尾，最後的「-cene」算是折衷的辦法。